# 彗星航空

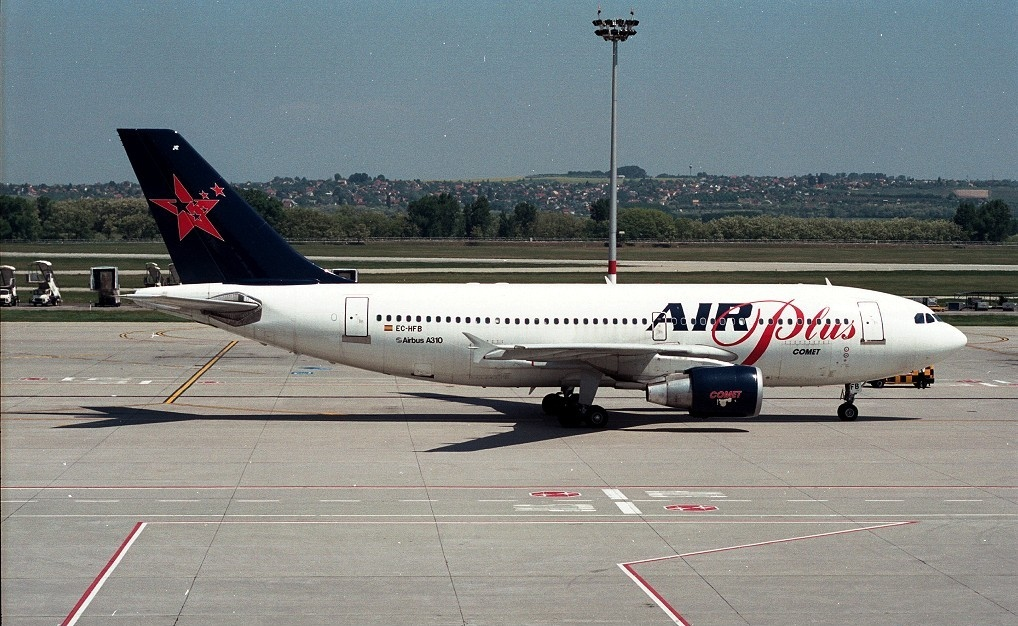
彗星航空空中巴士A310-324

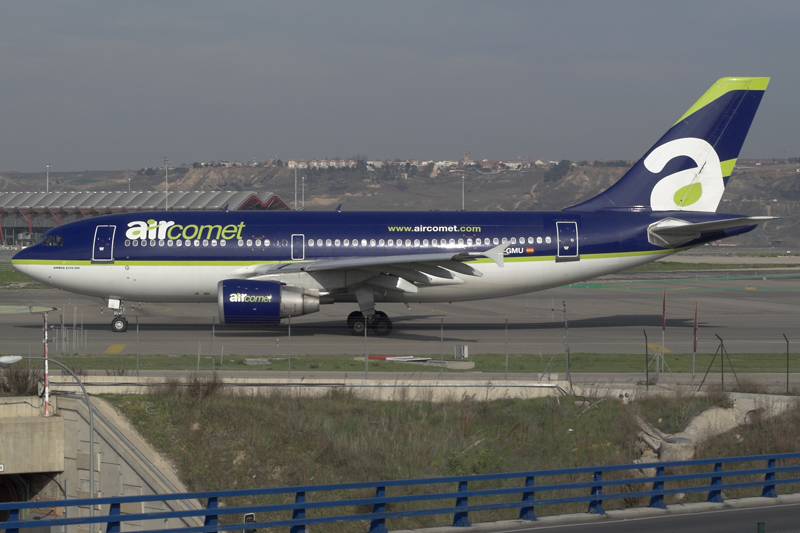
彗星航空空中巴士A310-330（攝於馬德里-巴拉哈斯機場）

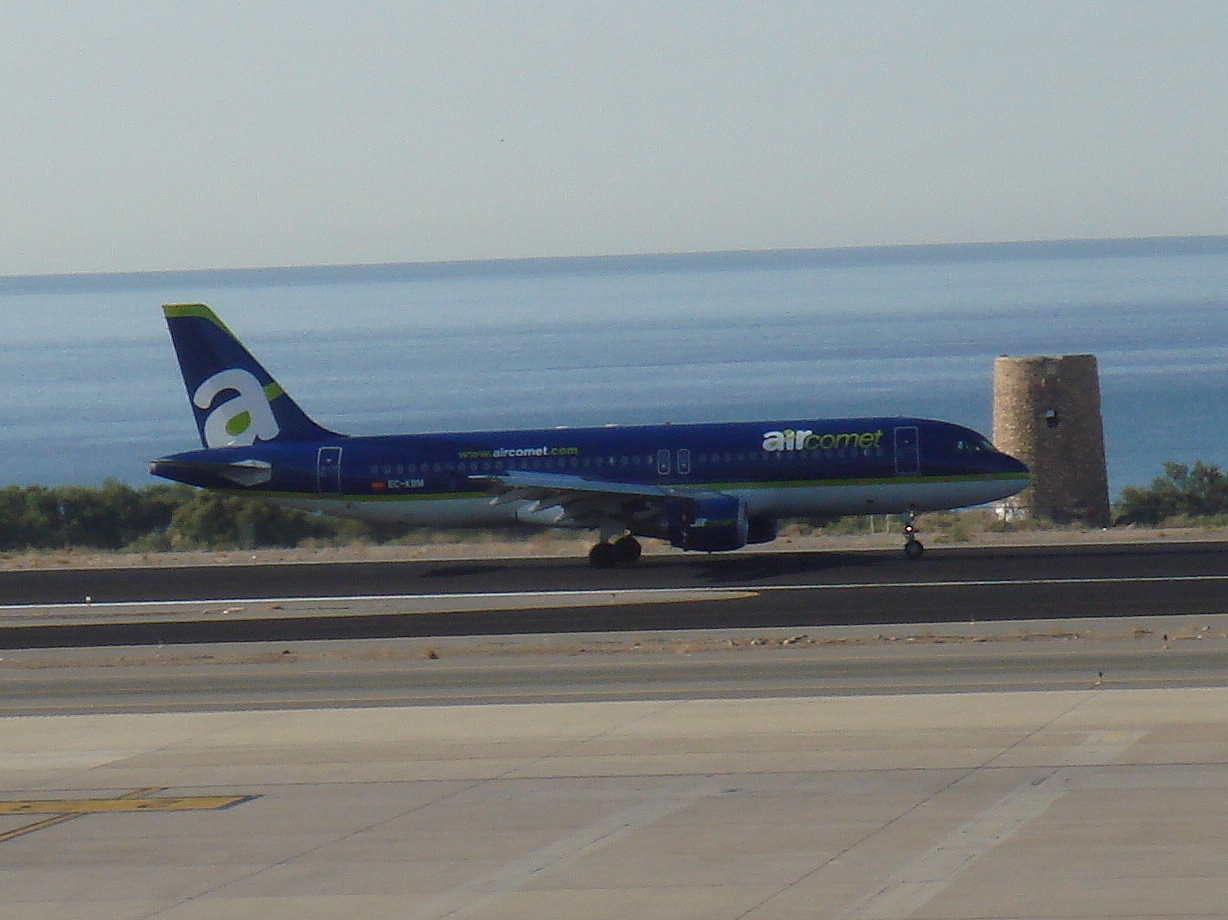
彗星航空空中巴士A320-211EC-KBM)於阿爾梅里亞機場降落

彗星航空（Air Comet）是西班牙的航空公司，總部設於西班牙馬德里巴拉哈斯機場的1號航站樓。彗星航空提供定期長途客機服務，從馬德里到中美洲和南美洲13個目的地，以及提供歐洲其他地區的航空服務。
彗星航空與其他航空公司有代碼共享協議，並與一些知名航空公司合作過，如玻利維亞天空航空。

## 航點
彗星航空結業前提供以下地點的航空服務:
歐洲
- 西班牙
  - 馬德里 - 巴拉哈斯機場 樞紐機場

北美洲
- 古巴
  - 夏灣拿 - 何塞·馬蒂國際機場

南美洲
- 阿根廷
  - 布宜諾斯艾利斯 - 埃塞薩皮斯塔里尼部長國際機場
- 玻利維亞
  - 聖克魯斯 - 維魯維魯國際機場
- 哥倫比亞
  - 波哥大 - 埃爾多拉多國際機場
  - 麥德林 - 何塞馬里國際機場
- 厄瓜多爾
  - 瓜亞基爾 - 何塞華金代奧爾梅多國際機場
  - 基多 - 蘇克雷元帥國際機場
- 秘魯
  - 利馬 - 豪爾赫·查韋斯國際機場

## 機隊

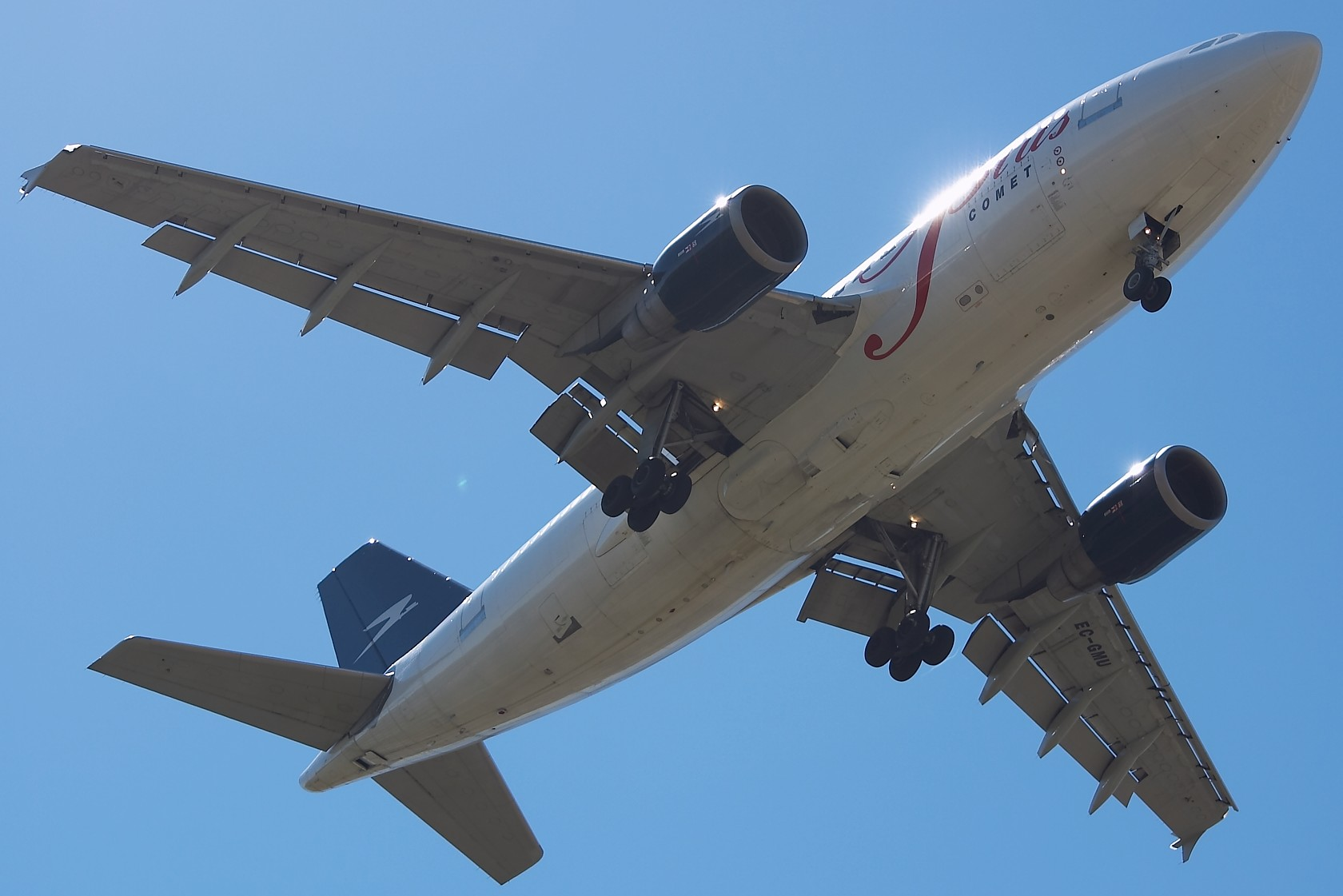
彗星航空空中巴士A310於馬德里-巴拉哈斯機場降落(攝於2005年)

彗星航空的機隊如下 (截至2009年12月21日):
截自2009年2月19日，彗星航空機隊的平均機齡為12.2年。 